# Prince Rupert Airport
Prince Rupert Airport är en flygplats i Kanada. Den ligger i den sydvästra delen av landet, 3 900 km väster om huvudstaden Ottawa. Prince Rupert Airport ligger 35 meter över havet. Den ligger på ön Digby Island.
Terrängen runt Prince Rupert Airport är varierad. Havet är nära Prince Rupert Airport åt sydväst.Närmaste större samhälle är Prince Rupert, 8,6 km öster om Prince Rupert Airport. 
I omgivningarna runt Prince Rupert Airport växer i huvudsak barrskog.